# Barbutiidae
Barbutiidae zijn  een familie van mijten. Bij de familie is één geslacht met 5 soorten ingedeeld.

## Taxonomie
De volgende taxa zijn bij de familie ingedeeld:
- Geslacht Barbutia Oudemans, 1927[2]
  - Barbutia anguineus (Berlese, 1910)
    - = Stigmaeus anguineus Berlese, 1910[3]
    - = Stigmaeus (Macrostigmaeus) anguineus Berlese, 1910
    - = Macrostigmaeus anguineus Oudemans, 1923

  - Barbutia australia Fan, Walter & Proctor, 2003[4]
  - Barbutia iranensis Bagheri, Navaei & Ueckermann, 2010[5]
  - Barbutia longinqua Fan, Walter & Proctor, 2003[4]
  - Barbutia perretae Robaux, 1975[1]